# LNB Pro A 2014-2015
La LNB Pro A 2014-2015 è stata la 93ª edizione del massimo campionato francese di pallacanestro maschile, la 28ª dalla creazione della LNB, la 11ª con la denominazione di Pro A. La vittoria finale è stata appannaggio del Limoges CSP.

## Regolamento
Rispetto alla precedente edizione, il torneo è stato allargato a 18 squadre. Le retrocesse in Pro B al termine della stagione 2013-14 (Roanne e Sharks Antibes) sono state rimpiazzate dalle neopromosse Boulogne-sur-Mer e Bourg-en-Bresse. La LNB ha inoltre ammesso dalla Pro B tramite wild card Châlons-Reims e Rouen.
Le 18 squadre partecipanti disputano un girone unico all'italiana, con partite d'andata e ritorno. Al termine della stagione regolare, le prime otto classificate sono ammesse ai play-off per il titolo. Sono previste due retrocessioni in Pro B.

## Risultati

### Stagione regolare
|     | Squadra          | G  | V  | P  | PF   | PS   | %  | Qualificazione      |
| --- | ---------------- | -- | -- | -- | ---- | ---- | -- | ------------------- |
| 1.  | Strasburgo       | 34 | 30 | 4  | 2592 | 2230 | 88 | playoff             |
| 2.  | JSF Nanterre     | 34 | 25 | 9  | 2797 | 2517 | 74 | playoff             |
| 3.  | Limoges CSP      | 34 | 22 | 12 | 2766 | 2593 | 65 | playoff             |
| 4.  | Le Mans          | 34 | 19 | 15 | 2553 | 2537 | 56 | playoff             |
| 5.  | ASVEL            | 34 | 19 | 15 | 2536 | 2465 | 56 | playoff             |
| 6.  | Le Havre         | 34 | 19 | 15 | 2585 | 2568 | 56 | playoff             |
| 7.  | Nancy            | 34 | 18 | 16 | 2608 | 2565 | 53 | playoff             |
| 8.  | Élan Chalon      | 34 | 18 | 16 | 2618 | 2575 | 53 | playoff             |
| 9.  | BCM Gravelines   | 34 | 18 | 16 | 2533 | 2441 | 53 |                     |
| 10. | Digione          | 34 | 17 | 17 | 2584 | 2595 | 50 |                     |
| 11. | Paris-Levallois  | 34 | 17 | 17 | 2611 | 2551 | 50 |                     |
| 12. | Châlons-Reims    | 34 | 17 | 17 | 2712 | 2702 | 50 |                     |
| 13. | Pau-Lacq-Orthez  | 34 | 13 | 21 | 2539 | 2648 | 38 |                     |
| 14. | Cholet           | 34 | 13 | 21 | 2661 | 2770 | 38 |                     |
| 15. | Rouen            | 34 | 12 | 22 | 2544 | 2718 | 35 |                     |
| 16. | Orléans Loiret   | 34 | 10 | 23 | 2458 | 2667 | 29 |                     |
| 17. | Bourg-en-Bresse  | 34 | 9  | 25 | 2635 | 2851 | 26 | retrocesse in Pro B |
| 18. | Boulogne-sur-Mer | 34 | 9  | 25 | 2632 | 2964 | 26 | retrocesse in Pro B |

## Playoff
|  | Quarti di finale | Quarti di finale | Quarti di finale |             |             | Semifinali | Semifinali | Semifinali |  |  | Finali | Finali     | Finali |
|  |                  |                  |                  |             |             |            |            |            |  |  |        |            |        |
|  | 1.               | Strasburgo       | 2                |             |             |            |            |            |  |  |        |            |        |
|  | 8.               | Élan Chalon      | 1                |             |             |            |            |            |  |  |        |            |        |
|  | 8.               | Élan Chalon      | 1                |             | 1.          | Strasburgo | 3          |            |  |  |        |            |        |
|  |                  |                  |                  |             | 1.          | Strasburgo | 3          |            |  |  |        |            |        |
|  |                  | 4.               | Le Mans          | 0           |             |            |            |            |  |  |        |            |        |
|  | 4.               | 4.               | Le Mans          | 0           | Le Mans     | 2          |            |            |  |  |        |            |        |
|  | 4.               |                  |                  |             | Le Mans     | 2          |            |            |  |  |        |            |        |
|  | 5.               | ASVEL            | 1                |             |             |            |            |            |  |  |        |            |        |
|  |                  |                  |                  |             |             |            |            |            |  |  | 1.     | Strasburgo | 1      |
|  |                  |                  | 3.               | Limoges CSP | 3           |            |            |            |  |  |        |            |        |
|  | 2.               | JSF Nanterre     | 0                |             |             |            |            |            |  |  |        |            |        |
|  | 7.               | Nancy            | 2                |             |             |            |            |            |  |  |        |            |        |
|  | 7.               | Nancy            | 2                |             | 7.          | Nancy      | 0          |            |  |  |        |            |        |
|  |                  |                  |                  |             | 7.          | Nancy      | 0          |            |  |  |        |            |        |
|  |                  | 3.               | Limoges CSP      | 3           |             |            |            |            |  |  |        |            |        |
|  | 3.               | 3.               | Limoges CSP      | 3           | Limoges CSP | 2          |            |            |  |  |        |            |        |
|  | 3.               |                  |                  |             | Limoges CSP | 2          |            |            |  |  |        |            |        |
|  | 6.               | Le Havre         | 0                |             |             |            |            |            |  |  |        |            |        |

| Pro A 2014-2015        |
| ---------------------- |
| Limoges CSP 11º titolo |

## Formazione vincitrice
| N° | Naz.                      | Ruolo | Sportivo                 |  | Alt. |  |
| -- | ------------------------- | ----- | ------------------------ |  | ---- |  |
| 3  | Ucraina (bandiera)        | P     | Pooh Jeter               |  | 179  |  |
| 5  | Stati Uniti (bandiera)    | P     | Jamar Smith              |  | 191  |  |
| 8  | Francia (bandiera)        | P     | Valentin Estienne        |  | 180  |  |
| 9  | Francia (bandiera)        | G     | Léo Westermann           |  | 198  |  |
| 12 | Francia (bandiera)        | AP    | Ousmane Camara           |  | 202  |  |
| 13 | Brasile (bandiera)        | AG    | João Paulo Lopes Batista |  | 206  |  |
| 14 | Costa d'Avorio (bandiera) | C     | Fréjus Zerbo             |  | 208  |  |
| 15 | Francia (bandiera)        | AP    | Mickaël Gelabale         |  | 201  |  |
| 16 | Francia (bandiera)        | GA    | Nobel Boungou Colo       |  | 202  |  |
| 17 | Costa d'Avorio (bandiera) | P     | Pape-Philippe Amagou     |  | 185  |  |
| 18 | Francia (bandiera)        | AG    | Adrien Moerman           |  | 201  |  |
| 21 | Francia (bandiera)        | C     | Antoine Pesquerel        |  | 214  |  |
| 22 | Francia (bandiera)        | GA    | Paul Rigot               |  | 201  |  |
| 31 | Stati Uniti (bandiera)    | AP    | James Southerland        |  | 203  |  |
| 44 | Stati Uniti (bandiera)    | C     | Trent Plaisted           |  | 211  |  |
|    | Francia (bandiera)        | All.  | Philippe Hervé           |  |      |  |

## Premi e riconoscimenti
- MVP del campionato:  Adrien Moerman, Limoges CSP
- MVP finali:  Ousmane Camara, Limoges CSP
- Allenatore dell'anno:  Vincent Collet, Strasburgo
- Giocatore più migliorato:  Benjamin Sene, Nancy
- Miglior giovane:  Petr Cornelie, Le Mans
- Miglior difensore:  Florent Piétrus, Nancy